# 前鋒路 (臺南市)
前鋒路為台灣台南市的南北向次要道路之一，位於東區及北區。南起東門陸橋下方道路，北至開元路岔路，全長約2公里，臺南市道路編號251。

## 行經行政區域
- 東區
- 北區

## 沿途地標及設施
（由南至北排序）
- 基督教新樓醫院
- 原臺南縣知事官邸
- 臺南市東區博愛國民小學
- 臺南車站後站（暫南移80公尺設立臨時後站）
- 遠東百貨台南成功店
- 香格里拉台南遠東國際大飯店
- 國立成功大學光復校區
- 國立成功大學力行校區